# ایپک‌یولو
ایپک‌یولو (انگلیسی: İpekyolu) (به کردی: Rêya Armûşê) یک شهر و شهرستان در استان وان کشور ترکیه است.